# Fatehabad
Fatehabad (hindi: फतेहाबाद), punjabi: ਅੰਬਾਲਾ) är en stad i den indiska delstaten Haryana, och är huvudort för ett distrikt med samma namn. Folkmängden uppgick till 70 777 invånare vid folkräkningen 2011.